# Xã Spring Valley, Quận McPherson, Kansas
Xã Spring Valley (tiếng Anh: Spring Valley Township) là một xã thuộc quận McPherson, tiểu bang Kansas, Hoa Kỳ. Năm 2010, dân số của xã này là 335 người.